# Réforme en Suède

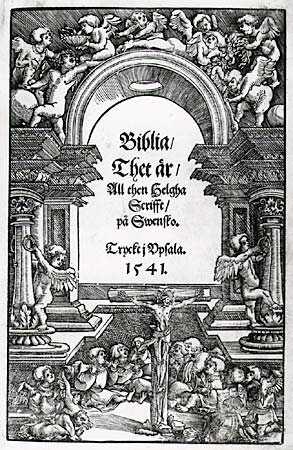
Page de garde de la première traduction suédoise complète de la Bible en 1541, connue sous le nom de Gustav Vasa Bible.

La réforme protestante en Suède a commencé en 1527 sous le règne du roi Gustave Ier de Suède. Elle ne s'est imposé cependant définitivement qu'à partir du Synode d'Uppsala de 1593 et de la Guerre contre Sigismond.
La Réforme suédoise a abouti à la rupture avec l'Église catholique romaine et à la fondation de l'Église suédoise. Elle est considérée comme le point final du Moyen Âge suédois. La Réforme a fait de la Suède un pays protestant. La Réforme suédoise a également concerné la Finlande, qui faisait partie intégrante de la Suède à l'époque.

## Histoire
La réforme a été initiée pour un certain nombre de raisons: caractère archaïque de l'organisation de l'Église catholique, volonté d'indépendance vis-à-vis de Rome, besoins financiers de l'État qui désirait faire main basse sur les biens de l’Église, influence des idées protestantes.

### Contexte
Le point de départ de la Réforme protestante est le conflit entre l'Eglise catholique d'une part et le parlement suédois, le Riksdag, et les rois de Suède partisans du protestantisme d'autre part.
L'archevêque catholique de Suède Gustave Trolle qui avait le soutien du Pape Léon X était en conflit avec le régent Svante Nilsson et le parlement suédois, le Riksdag et qui décida par mesure de rétorsion de démolir le château d'Almare-Stäket de l'archevêque. Trolle était en effet favorable à l'union entre le Danemark et la Suède (Union de Kalmar) et était allié à la rencontre de Christian II, roi du Danemark malgré l'opposition du parlement suédois.
Christian II réussit à conquérir la Suède à l'automne 1520 et Trolle fut rétabli comme archevêque. De plus, afin d'assurer son pouvoir, Christian II organisa le procès de Stockholm, appelé plus tard le bain de sang de Stockholm, qui eut lieu entre le 7 et le 9 novembre 1520 et qui aboutit à une série d'exécutions immédiates de 84 personnes, parmi lesquelles quatorze nobles, trois bourgmestres, quatorze conseillers municipaux et une vingtaine de citoyens ordinaires de Stockholm qui sont alors pendu ou décapités, dont de nombreux députés. C'est dans ce contexte que le pape donne par écrit à Trolle le droit d'excommunier le parlement suédois,,.
Cependant, Trolle fut bientôt contraint de fuir au Danemark en 1521 lors de la guerre de libération suédoise qui amène Gustav Vasa au pouvoir en Suède avec l'appui du parlement. La Suède était ainsi contrôlée politiquement et militairement par le parlement avec Gustave Ier Vasa (aussi appelé Gustav Vasa) à sa tête. Malgré le soutien du pape, Gustav Vasa refuse de reconnaître Trolle comme archevêque et le rejette comme traître.
Trolle, alors au Danemark, se retrouve auprès de Christian II, alors que Frédéric Ier de Danemark et plus tard Christian III de Danemark renversent Christian II et prennent le pouvoir malgré l'opposition du pape. La pression de Rome a contribué à ce que Gustav Vasa ne rétablisse jamais de relation avec l'Eglise catholique, initiant ainsi la Réforme et amenant à l'introduction du protestantisme en Suède.
L'excommunication s'appliquant en principe à l'ensemble de la Suède et au Danemark, l'Église catholique refusa de collaborer avec le parlement refusant de légitimer le nouveau régime en Suède et au Danemark.
Mais le pape ne renonça pas non plus à défendre les prérogatives de l'Eglise catholique en Suède. Le successeur de Trolle, Johannes Magnus, n'était pas en Suède car il était parti pour Rome. Mais le luthéranisme offrait une alternative en permettant la création d'une Église sous le contrôle direct de l'État, ce qui contribue à la stabilisation de la Réforme en Suède. La situation au Danemark était globalement la même, ce qui explique la Réforme au Danemark-Norvège et Holstein.

### Débuts de la réforme: 1526-1536

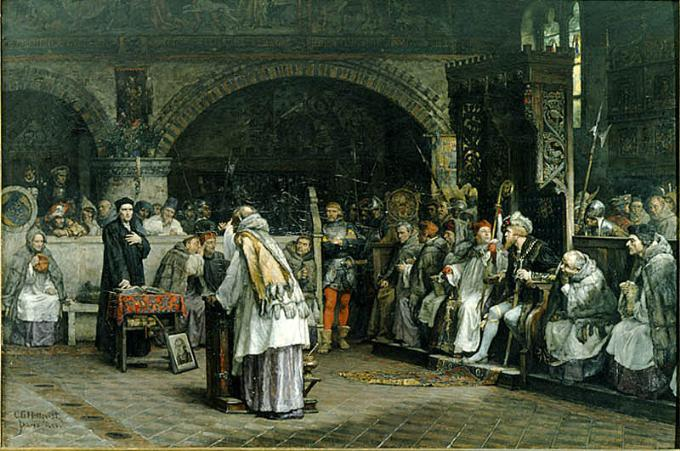
Disputation entre Olaus Petri et Peder Galle

En 1523, le roi Gustave Ier, alors influencé par les idées protestantes, rencontre le réformateur Laurentius Andræ. L'année suivante, le roi rompt tout contact officiel avec Rome. Laurentius Andreae présente au roi le pasteur réformateur Olaus Petri, qui devient prédicateur au Storkyrkan de Stockholm. En 1525, le prédicateur de la cour Olaus Petri se marie, ce qui démontre que le roi accepte l'abandon du célibat des hommes d'Eglise en rupture avec les pratiques de l'Eglise catholique. De plus, le Nouveau Testament est traduit en langue suédoise en 1526 comme l'avait fait Martin Luther qui avait publié le Nouveau Testament en allemand. Durant l'hiver 1526, le roi propose d'organiser une disputation entre Olaus Petri et le théologien catholique Peder Galle. Galle refuse, déclarant que les questions relatives à l'Eglise n'étaient pas ouvertes à la discussion.
Lors du Riksdag de Västerås en 1527, appelé "Riksdag de la Réforme", la noblesse soutient les mesures suivantes afin d'implanter la Réforme protestante en Suède :
- le roi obtient le mandat de confisquer les biens du clergé ;
- il est interdit d'assumer des fonctions ecclésiastiques sans le consentement royal, plaçant ainsi l'Eglise sous le contrôle royal ;
- le clergé est soumis au droit séculier;
- et enfin seule Bible peut être enseigné dans les sermons dans les églises et dans les écoles, ce qui revient à supprimer toutes les doctrines de l'église catholique).

Le Riksdag de Västerås a été suivi par la Réduction de Gustave Ier de Suède aboutissant à ce que les demandes économiques du monarque soient satisfaites. Les biens de l’Église catholique ont été confisqués éradiquant l'indépendance économique de l’Église par rapport à la couronne, rendant ainsi le clergé économiquement dépendant de l’État.Les monastères perdent de plus le droit d'accepter de nouveaux novices et doivent laisser partir leurs membres qui en exprimeraient le désir.
Pendant ce temps, Gustave supprime la presse imprimée catholique en 1526 et prend deux tiers de la Dîme de l’Église pour rembourser la dette nationale (due aux soldats allemands pour l'avoir aidé à conquérir le trône).
La sécularisation des biens de l'Eglise a été suivie par le Synode d'Örebro de 1529, dans lequel les rituels catholiques tels que la vénération des saints et les pèlerinages ont été découragés et exclus de la pratique de l’Église. Les sermons des prêtres et des moines ont été soumis au contrôle de la couronne pour s'assurer qu'ils n'étaient pas fondés sur les doctrines de l'église catholique. La même année, un manuel en langue suédoise est publié, décrivant la manière correcte d'effectuer le baptême, les mariages, les funérailles et autres rituels religieux.
En 1530, le roi initie un nouveau conflit avec Rome lorsqu'il nomme Laurentius Petri archevêque d'Uppsala sans le consentement du pape.
Mais le Catholicisme demeure très fort dans le pays : Gustave Ier décide donc d'aller doucement et de passer par l'éducation dans un premier temps afin d'instaurer sa réforme. L’opposition à la Réforme étant puissante ni Gustave Ier ni son successeur Éric XIV n'osent faire passer de réformes radicales. Une ordonnance ecclésiastique luthérienne est présentée en 1571 et définie par le parlement suédois en 1591, avec un credo qui est finalisé par le Synode d'Uppsala en 1593.
Des tentatives de rébellions voient alors le jour : rébellion de Westrogoth de la part de la noblesse et rébellions de Dalecarlian menée par des paysans au cours des années 1520 et 1530, ces dernières tentant de déposer le roi en faveur du prétendu fils de Christina Gyllenstierna. Elles échouent toutes.

### Approfondissement de la réforme protestante: 1536-1560
Jusqu'en 1536, l'Eglise suédoise restait encore très proche du catholicisme au niveau des rites et de la théologie. La rupture définitive entre la Suède et Rome s'est produite avec l'abolition du droit canonique en Suède en 1536 suite du synode d'Uppsala. L'ensemble de l'Église suédoise est désormais déclarée indépendante de Rome. Entre 1539 et 1543, le roi, influencé par Conrad von Pyhy, radicalise la Réforme suédoise qui imite le modèle en vigueur dans les États protestants du Saint Empire romain germanique.
En 1541, la Bible est traduite en suédois, et en 1543, le Nouveau Testament également en finlandais, ce qui contribue au développement de chacune de ces langues.
Dans les années 1540, les tensions religieuses entraînent la guerre de Dacke des paysans, mais qui est rapidement matée par la monarchie.
Au cours du "Parlement de succession" à Västerås en 1544, des réformes théologiques radicales sont introduites. La noblesse accepte un certain nombre de principes de réforme au niveau de la pratique rituelle, notamment la suppression de l'eau bénite, de l'encens et du culte des saints. Ils ont également éliminé les messes de requiem et de nombreux jours saints.
La consolidation de la Réforme protestante se poursuit sous Éric XIV de Suède, qui monte sur le trône en 1560. Dans un premier temps, il n'impose pas une doctrine religieuse uniforme et rigide. Il veut plutôt que son autorité sur l'Église soit reconnue tout en admettant un nombre important de huguenots dans son royaume malgré le rejet du calvinisme lors du synode de Stockholm 1565 par l'Eglise suédoise.

### Tentative de contre-réforme catholique: 1568-1592

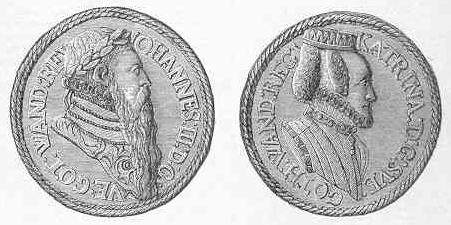
Monnaies commémoratives. Le roi Jean III de Suède et la reine Catherine Jagellon ont tenté d'introduire une contre-réforme.

Le règne de Jean III de Suède en 1568-1592 se caractérise par la volonté de revenir au catholicisme en introduisant les idées de la contre-réforme en Suède. Jean III est en effet influencé par sa femme, Catherine Jagellon, qui était catholique et agissait comme médiatrice dans les négociations du roi avec le pape à Rome afin d'établir à quelles conditions la Suède pourrait revenir au catholicisme.
Jean III suggère à Rome que la Suède en cas de retour au catholicisme soit autorisée à conserver le mariage pour le clergé, à utiliser la langue suédoise pendant le service religieux, la communion sous les deux espèces et une théologie basée sur les Pères de l'Eglise plutôt que sur le Concile de Trente.
Parallèlement, l'Église suédoise introduit l'Ordonnance de l'Église suédoise de 1571, établissant la doctrine religieuse officielle de l'Église suédoise. Cette nouvelle ordonnance est protestante par son esprit, mais elle a cependant été complétée par des ajouts d'inspiration catholique : la Nova Ordinantia de 1575 et par la doctrine ecclésiastique, le Röda boken ("Livre rouge") de 1576, deux ajouts qui ont introduit une position intermédiaire entre le catholicisme et le protestantisme et réintroduit de nombreuses coutumes catholiques. Les ajouts du roi à l'ordonnance ecclésiastique ne sont pas suivis dans toute la Suède en particulier dans le duché appartenant à son frère calviniste Charles. Quant au clergé protestant, il s'oppose à ces modifications. Ces contradictions entraînèrent la longue lutte liturgique entre catholiques et protestants et une scission entre le roi et l’Église.
Jean III et sa reine ont également accompli plusieurs autres actes controversés en faveur du catholicisme. En 1575, le roi a rendu à l'abbaye de Vadstena, influencée par les idées du concile de Trente au travers de l'action du légat jésuite du pape Antonio Possevino, le droit de recevoir des novices. L'abbesse dirigeant cette abbaye, Katarina Gylta, a prêté le serment tridentin, et la première messe solennelle catholique depuis la Réforme a eu lieu dans l'abbaye. Dans la capitale suédois, un séminaire catholique Collegium regium Stockholmense est créé par Laurentius Nicolai.
Les efforts de la Contre-Réforme ont contribué aux tensions qui ont mené à l'emprisonnement d'Erik XIV, qui est devenu le symbole de la lutte contre le protestantisme. Pendant l'emprisonnement d'Eric, trois grandes conspirations ont lieu pour déposer Jean III : le Complot de 1569, le Complot de Mornay et le Complot de 1576, parmi lesquelles au moins la dernière était influencée par des considérations religieuses.
Les négociations entre le couple royal et Rome n'ont finalement pas abouti. Rome n'était pas prête à accepter une réforme de l'Eglise suédoise, et la contre-réforme en Suède a reculé après la mort de la reine Catherine et le remariage du roi avec la protestante Gunilla Bielke.

### Réforme sous Sigismond et relations avec la Pologne
Sigismond, le fils de Jean III, est élevé par sa mère dans la religion catholique. Il est élu roi de Pologne le 19 août 1587. Seize jours plus tard, Jean et Sigismond signent le statut de Kalmar (sv), régulant ainsi les futures relations entre les deux pays quand Sigismond succédera à son père sur le trône de Suède. Le statut définit une alliance perpétuelle, mais chacun des deux royaumes doit cependant conserver leurs propres lois et coutumes. La Suède peut jouir de sa religion sous réserve des changements que le Conseil privé peut y apporter, mais ni le pape, ni le Conseil ne peut revendiquer ou exercer le droit de libérer Sigismond de ses obligations envers ses sujets suédois. Pendant l'absence de Sigismond en Suède, le royaume doit être gouverné par sept Suédois, six élus par le roi et un par son oncle, le duc de Södermanland Charles, chef de la Suède Protestants. Aucune nouvelle taxe ne peut être perçue en Suède pendant l'absence du roi, et la Suède ne peut, à aucun moment, être administrée depuis la Pologne. Toute altération de ces articles nécessite le consentement du roi, du duc Charles, des États et de la bourgeoisie suédoise.
L'Union personnelle entre la Suède protestante et la Pologne catholique sous le règne du catholique Sigismond III Wasa en 1592-1598 a entraîné un ultime affrontement entre le catholicisme et le protestantisme en Suède.
Les tensions ont finalement abouti au Synode d'Uppsala de 1593, où le protestantisme, conformément à la Confession d'Augsbourg, a été adopté comme religion d'État. Le catholicisme fut abandonné et l'Église devait revenir aux doctrines de l'Ordonnance de l'Église suédoise de 1571, et la Nova Ordinantia de 1575 et le Röda boken ('Livre rouge) de 1576 devaient en être retirés. La suppression des monastères s'achève avec la fermeture de l'abbaye de Vadstena en 1595.
Les protestants s'unissent sous l'égide de l'oncle protestant du roi, le Duc Charles, contre le catholique Sigismond et ainsi contre l'union polono-suédoise et le catholicisme, ce qui donne lieu à la Guerre contre Sigismond en 1598. La guerre s'est terminée par la défaite de Sigismond et du catholicisme en Suèd et par l'exécution de ses partisans lors du massacre de Linköping en 1600.